# Petit séminaire de Meximieux
Le petit séminaire de Meximieux est un ancien petit séminaire catholique situé à Meximieux qui fut actif de 1807 à 1968. Depuis 1973, et après réhabilitation, le bâtiment principal du petit séminaire est occupé par l'hôtel de ville de Meximieux et par le centre socio-culturel. La chapelle du séminaire est devenue la bibliothèque municipale (45° 54′ 20″ N, 5° 11′ 43″ E).

## Histoire

### XIXesiècle
Le petit séminaire fut créé (à l'instar de cinq autres petits séminaires de la région) à l'initiative de l'évêque de Lyon Joseph Fesch, au début du XIXe siècle.   
Une première chapelle est construite en 1807 en même temps que le bâtiment principal. Cette première chapelle est détruite en 1847 et est remplacée par une seconde chapelle construite en 1849 sous la direction de l'architecte Louis Dupasquier. En 1859, le bâtiment principal est reconstruit par l'architecte lyonnais Pierre Bossan. En 1888, l'oratoire est réalisé par Paul Taconnet[réf. souhaitée].

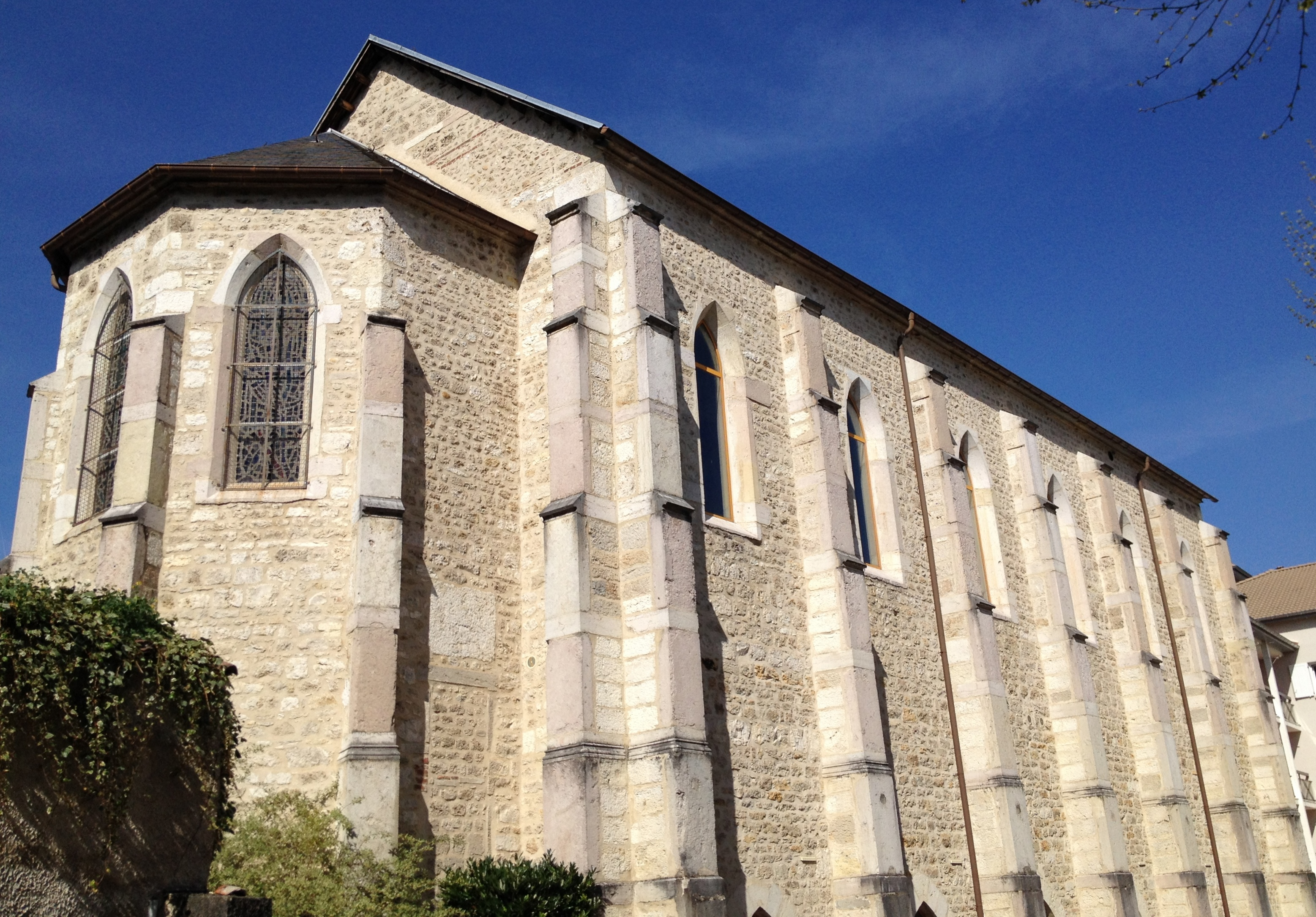
Chapelle du séminaire, aujourd'hui bibliothèque municipale.
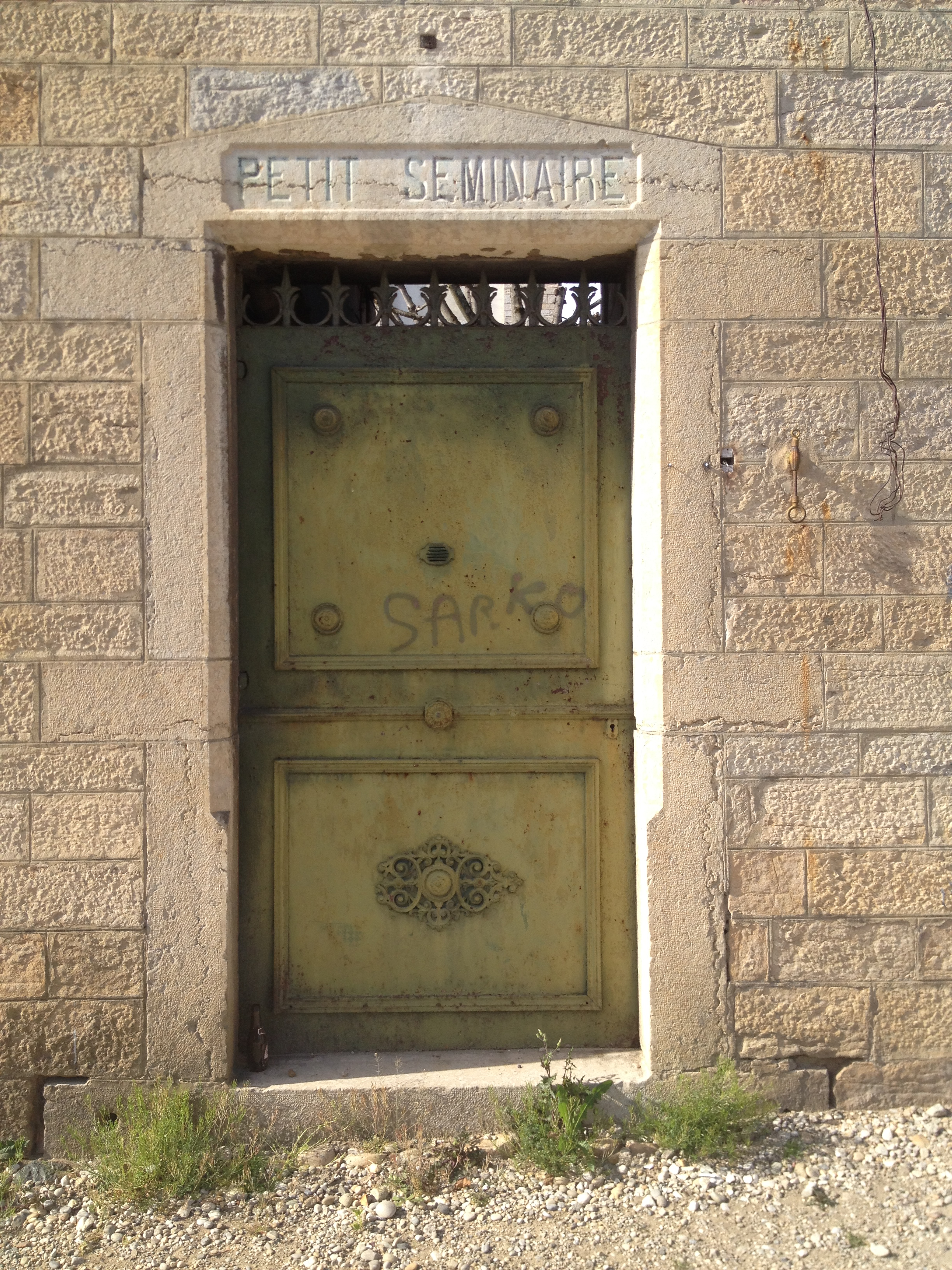
Inscription Petit séminaire.

### XXesiècle
À la suite de la loi de séparation des Églises et de l'État, le séminaire ferme en 1907. Pendant la Première Guerre mondiale, le petit séminaire est reconverti en hôpital. En 1930, le séminaire est rouvert. Le 30 août 1944, le colonel Murphy installe son PC au petit séminaire de Meximieux pour préparer la bataille de Meximieux qui s'annonce. En 1968, le petit séminaire ferme définitivement et devient cinq ans plus tard, entre autres, la mairie de Meximieux,.

## Élèves du petit séminaire
- Jean Bricaud
- Pierre Chanel
- Jules Auguste Chatron
- Jean-Pierre Pernin
- Joseph Rollet

## Professeurs du petit séminaire
- Jean-François Jolibois
- Mathias Loras
- Antoine Marie Garin